# مؤتمر الأمم المتحدة للتغير المناخي 2007
عقد مؤتمر الأمم المتحدة للتغير المناخي 2007 في مركز بالي الدولي للمؤتمرات في نوسا دوا في بالي، إندونيسيا، بين 3 ديسمبر و15 ديسمبر 2007 (وإن كان من المقرر أن ينتهي في 14 كانون الأول / ديسمبر). وحضر ممثلون من أكثر من 180 بلداً، إلى جانب مراقبين من المنظمات الحكومية الدولية والمنظمات غير الحكومية. وشمل المؤتمر اجتماعات عدة هيئات، منها المؤتمر الثالث عشر للأطراف في اتفاقية الأمم المتحدة الإطارية بشأن تغير المناخ (كوب 13)، والاجتماع الثالث للأطراف في بروتوكول كيوتو (الاجتماع الثالث للأطراف أو الاجتماع الثالث لمؤتمر الأطراف العامل بوصفه اجتماع الأطراف في بروتوكول كيوتو)، إلى جانب اجتماعات أخرى والهيئات الفرعية، واجتماع الوزراء.
وقد هيمنت على المؤتمر مفاوضات بشأن خلف بروتوكول كيوتو. ودعا اجتماع لوزراء البيئة والخبراء عقد في يونيو / حزيران المؤتمر إلى الاتفاق على خريطة الطريق والجدول الزمني و «خطوات ملموسة للمفاوضات» بهدف التوصل إلى اتفاق بحلول عام 2009، والذي سُميت بخريطة طريق بالي. وقد نوقش ما إذا كان هذا الاجتماع العالمي المعني بتغير المناخ قد حقق أي شيء هام على الإطلاق.
وقد دعت مقترحات الاتحاد الأوروبي الأولية إلى بلوغ الانبعاثات العالمية ذروتها في فترة تتراوح بين 10 و 15 سنة وتراجع «أقل بكثير من النصف» من مستوى عام 2000 بحلول عام 2050 بالنسبة للبلدان النامية والبلدان المتقدمة النمو لتحقيق مستويات انبعاثات تقل عن مستويات عام 1990 بنسبة 20-40 في المائة بحلول عام 2020. وقد عارضت الدول بشدة هذه الأرقام، وأحيانا تدعمهاً اليابان وكندا وأستراليا وروسيا. ونتج عن ذلك اختلافات عميقة في الانبعاثات العالمية، مع الإشارة إلى تقرير التقييم الرابع للجنة الدولية للتغيرات المناخية.